# Suhoj Su-29
Suhoj Su-29 je ruski avion dvosjed namijenjen za aerobatske letove. Dizajniran je na temelju prethodnika Su-26 koji je imao istu zadaću. Ta Su-29 s njega preuzeo dizajn i većinu tehničkih mogućnosti. Zbog velike primjene kompozitnih materijala (koji čine 60% strukture zrakoplova), Su-29 ima težinu koja je svega 50 kg veća od Su-26. Od ostalih materijala, zrakoplov je građen i od plastike, staklenih te ugljičnih vlakana, nehrđajućeg čelika visoke elastičnosti, titana i aluminijskih legura.
Robusna konstrukcija zrakoplova tolerira G sile u rasponu od +12 do -10. Krila aviona su trapezastog oblika s ravnim napadnim rubom i završetkom. Piloti su smješten u zatvorenom kokpitu koji je smješten iznad krila pa prema repu. Unutrašnjost kabine aviona je ergonomski prilagođena pilotima, s udobnim sjedalima, nagnutim pod kutom od 35 stupnjeva i sigurnosnim pojasom. Dizajn kabine omogućuje pilotu i instruktoru da precizno kontroliraju položaj zrakoplova u prostoru. Zrakoplov je opremljen sjedištem za katapultiranje u slučaju izvanredne opasnosti.
Suhoj Su-29 se koristi za početnu obuku pilota za aerobatske letove te sudjelovanje pilota na aerobatskim natjecanjima i air showovima. Također, može se primijeniti i za trenažo civilnih i vojnih pilota.
Ovaj avion je izvorno namijenjen sjevernoameričkom tržištu na kojem je tvrtka Suhoj htjela nastupiti. Avion je javnosti predstavljen 1991. godine na pariškom air showu, odnosno prije nego što je prvi prototip poletio. Prvi pilot koji je upravljao njime bio je Jevgenij Frolov 9. kolovoza 1991. Sljedeća dva prototipa letjela su u jesen 1991. i proljeće 1992. Ubrzo nakon toga započela je serijska proizvodnja zrakoplova. Ovaj avion je certificiran u Rusiji 1994. godine a prva proizvodna serija je obuhvaćala 30 primjeraka. Ovisno o zahtjevnosti privatnih kupaca, u Su-29 se mogu ugraditi GPS navigacija te Bekker i Bendix King avionika zapadne proizvodnje.
Nasljednici ovog aviona bili su Su-31 i Su-38.

## Inačice
- Su-29: prvi prototip zrakoplova Su-29 s motorom Vedenejev M-14P snage 270 kW i trokrakom elisom.
- Su-29KS: unaprijeđena verzija zrakoplova Su-29 s katapultirajućim sjedalima SKS-94.
- Su-29M: Su-29 namijenjen serijskoj proizvodnji s katapultirajućim sjedalima SKS-94.
- Su-29AR: modificirana inačica namijenjena argentinskim zračnim snagama.

## Korisnici

### Vojni korisnici
- Rusija: DOSAAF.
- Argentina: argentinske zračne snage su kupile osam inačica Su-29AR za potrebe svoje aerobatske skupine Cruz del Sur.[5]

### Civilni korisnici
Privatni korisnici u Australiji, Njemačkoj, Velikoj Britaniji, JAR-u i SAD-u.

## Tehničke karakteristike (Suhoj Su-29)
Izvori podataka: 
Osnovne karakteristike
- posada: 1 - 2
- dužina: 7,32 m
- raspon krila: 8,2 m
- površina krila: 12,24 m2
- visina: 2,87 m

Letne karakteristike
- najveća brzina: 450 km/h
- ekonomska brzina: 295 km/h
- dolet: 965 km
- brzina penjanja: 1.080 m/min.
- najveća visina leta: 4.000 m
- specifično opterećenje krila: 442 kg/m2
- motor: 1× Vedenejev M-14P klipno-elisni motor

## Vanjske poveznice
- David Donald, "The Complete Encyclopedia of World Aircraft", NY: Barnes & Noble, 1997., ISBN 978-18-9410-224-7.
- David Rendall, "Jane's Aircraft Recognition Guide", 2. izdanje, London: Harper Collins Publishers, 1999., ISBN 978-00-0470-980-2.
- V.B. Shavrov, "History of the aircraft construction in the USSR", ISBN 5-217-02528-X.